# Cyberpunk 2077
Cyberpunk 2077 is een actierollenspel dat zich afspeelt in een open wereld. Het spel is ontwikkeld door CD Projekt RED en uitgegeven door CD Projekt. Het spel is uitgekomen op 10 december 2020 voor PlayStation 4, Xbox One, Windows en Google Stadia. De versies voor de PlayStation 5 en Xbox Series verschenen op 15 februari 2022. Op 5 juni 2025 kwam een versie voor de Switch 2 uit. De opzet is gebaseerd op het rollenspel Cyberpunk 2020 van Mike Pondsmith.
Aanvankelijk was de geplande uitgavedatum 16 april 2020. Na meerdere keren te zijn uitgesteld werd dat uiteindelijk 10 december 2020.
In september 2022 verscheen Cyberpunk: Edgerunners, een ONA-serie gebaseerd op het computerspel die werd uitgezonden op videodienst Netflix. Op 26 september 2023 kwam de eerste en enige uitbreiding voor Cyberpunk uit: Cyberpunk 2077: Phantom Liberty.

## Plot
Cyberpunk 2077 speelt zich af in een alternatieve werkelijkheid van de Verenigde Staten waar megacorporations alle aspecten van de beschaafde mensen beheersen. De rest van de samenleving wordt gecontroleerd door bendes.
In het spel kruipen spelers in de rol van V (Vincent of Valerie), een huurling die probeert roem te vergaren in de onafhankelijke stad Night City.

## Ontwikkeling
Al in 2012, na het uitbrengen van The Witcher 2: Assassins of Kings, nam CD Projekt Red contact op met Mike Pondsmith, de originele bedenker van het rollenspel Cyberpunk 2020 om te onderhandelen over de rechten om een videospel te ontwikkelen in het universum van Cyberpunk.
De eigenlijke ontwikkeling begon in 2016, na het uitbrengen van de laatste uitbreiding voor The Witcher 3: Wild Hunt. Cyberpunk 2077 werd ontwikkeld door een team van ongeveer 500 mensen, waarvan een deel werkte in een nieuwe afdeling van het bedrijf, speciaal hiervoor opgericht.

## Ontvangst
In het Algemeen Dagblad was de conclusie dat Cyberpunk 2077 een geweldig spel is, bedekt onder een laag fouten en bugs. Het artikel suggereert om een paar maanden te wachten, zodat de problemen opgelost kunnen worden door de ontwikkelaar.
Op 18 december 2020 heeft Sony het spel voor onbepaalde tijd uit de PlayStation Store gehaald vanwege de grote hoeveelheden bugs in het spel. Tevens werd een mogelijkheid tot restitutie aangeboden. Een dag later versoepelde ook Microsoft zijn retourbeleid door volledige restitutie aan te bieden voor exemplaren die langs digitale weg zijn aangeschaft. Wel blijft de game beschikbaar in de Microsoft Store. Op 21 juni 2021 werd Cyberpunk 2077 weer beschikbaar voor aanschaf via de PlayStation Store. Sony raadt af om het spel voor gebruik op PS4-systemen te kopen. Aangeraden wordt om het spel op PS4 Pro of PS5 te spelen.
| Recensiescore       | Recensiescore                                                               |
| Recensieverzamelaar | Score                                                                       |
| ------------------- | --------------------------------------------------------------------------- |
| Metacritic          | (pc) 86/100 (PS4) 57/100 (X1) 61/100 (PS5) 75/100 (XSX) 87/100 (NS2) 84/100 |
| Publicist           | Score                                                                       |
| Gamer.nl            | (pc) 8/10                                                                   |
| Power Unlimited     | (pc) 90/100 (NS2) 90/100                                                    |
| Tweakers            | (pc) 7,5/10                                                                 |
| FOK!                | (X1) 6,5/10                                                                 |

De uitbreiding, Cyberpunk 2077: Phantom Liberty, kreeg lovende reacties. Ook de bijhorende updates voor Cyberpunk 2077 zelf vielen in de smaak.